# سان ویسنته دل راسپیگ

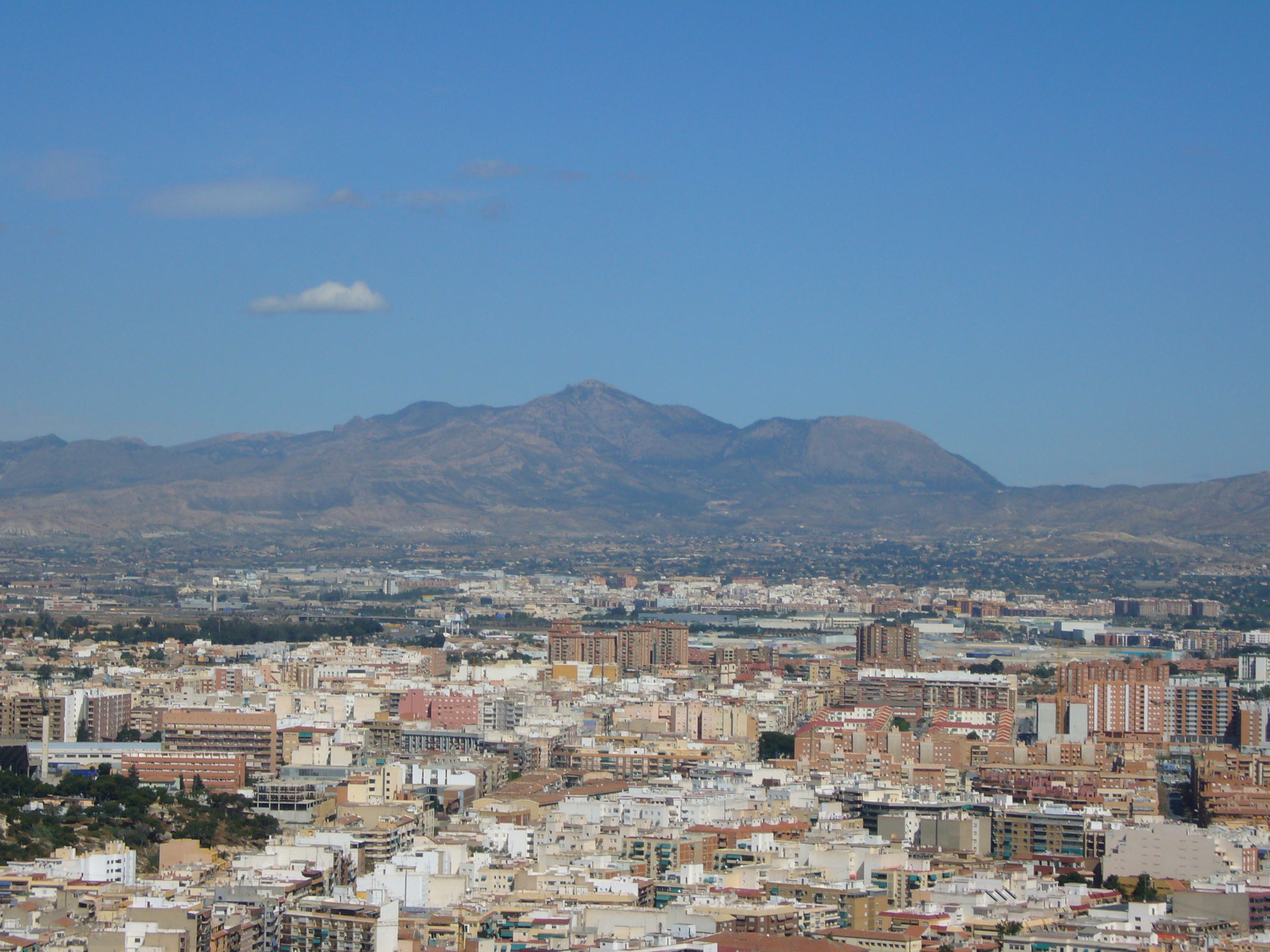
نمایی از دهستان سان ویسنته دل راسپیگ در استان آلیکانتهٔ - ۲۰۰۸

سان ویسنته دل راسپیگ دهستانی در استان آلیکانتهٔ اسپانیا است.
در این دهستان ۴۷٬۷۰۶ نفر زندگی می‌کنند. مساحت این دهستان ۴۰٫۶۷  کیلومتر مربع است.